# Atelopus orcesi
Espèce
Statut de conservation UICN

 CR B1ab(iii) : 
En danger critique
Atelopus orcesi est une espèce d'amphibiens de la famille des Bufonidae.

## Répartition
Cette espèce est endémique de la province de Sucumbíos en Équateur. Elle se rencontre vers 2 400 m d'altitude sur le versant Est de la cordillère Orientale.

## Description
Le mâle mesure en moyenne 29,4 mm et la femelle 42,1 mm.

## Étymologie
Cette espèce est nommée en l'honneur de Gustavo Edmundo Orcés Villagómez.

## Publication originale
- Coloma, Duellman, Almendáriz, Ron, Terán-Valdez, Guaysamin, 2010 : Five new (extinct?) species of Atelopus (Anura: Bufonidae) from Andean Colombia, Ecuador, and Peru. Zootaxa, no 2574, p. 1–54.